# Jürgen Rothert
Jürgen Rothert (* 1936; † Oktober 2007 in Berlin) war ein deutscher Schauspieler, Synchron- und Hörspielsprecher.

## Leben
Von 1959 bis 1962 absolvierte Jürgen Rothert ein Schauspielstudium an der Staatlichen Schauspielschule Berlin. Nach mehreren Jahren am Mecklenburgischen Staatstheater Schwerin hatte er von 1975 bis zu seinem Tod im Jahr 2007 ein Engagement an der Berliner Volksbühne. Er war einer derjenigen, die beim Antritt von Frank Castorf als Intendant nicht entlassen werden konnten, weil er nach fünfzehn Jahren des Engagements Kündigungsschutz hatte.
Jürgen Rothert lebte mit der Schauspielerin Susanne Düllmann zusammen. 2007 beging er wegen einer schweren Krankheit, die ihn zum Pflegefall gemacht hätte, Suizid. Auf eigenen Wunsch wurde er in einem anonymen Grab in Berlin-Köpenick beerdigt.

## Filmografie
- 1962: Tanz am Sonnabend – Mord?
- 1962: Der Kinnhaken
- 1963: Die Glatzkopfbande
- 1978: Scharnhorst (Fernsehfünfteiler)
- 1979: Der Menschenhasser (Theateraufzeichnung)
- 1983: Taubenjule
- 1985: Die unwürdige Greisin (Fernsehfilm)
- 1985: Die Gänse von Bützow
- 1986: Neumanns Geschichten (Fernsehserie, 1 Episode)
- 1989: Ich, Thomas Müntzer, Sichel Gottes (Fernsehfilm)
- 1991: Tatort: Tödliche Vergangenheit (Fernsehreihe)
- 1993: Tatort: Tod einer alten Frau

## Theater
- 1965: Bertolt Brecht: Leben des Galilei (Mönch) – Regie: Gert Jurgons (Mecklenburgisches Staatstheater Schwerin)
- 1966: William Shakespeare: Der Sturm (Ariel) – Regie: Gert Jurgons (Mecklenburgisches Staatstheater Schwerin)
- 1969: Ernst Toller: Feuer aus den Kesseln – Regie: Wolfgang Böttcher (Mecklenburgisches Staatstheater Schwerin)
- 1975: Molière: Der Menschenhasser (Dubois) – Regie: Fritz Marquardt (Volksbühne Berlin)
- 1976: Heiner Müller: Die Bauern (Kätner Ketzer) – Regie: Fritz Marquardt (Volksbühne Berlin)
- 1976: Johann Wolfgang von Goethe: Der Bürgergeneral (Edelmann) – Regie: Manfred Karge/Matthias Langhoff (Volksbühne Berlin)
- 1977: William Shakespeare: Hamlet – Regie: Benno Besson (Volksbühne Berlin)
- 1978: Tibor Déry: Fiktiver Report über ein amerikanisches Pop-Festival – Regie: Hans-Dieter Meves (Volksbühne Berlin)
- 1979: William Shakespeare: Ende gut, alles gut – Regie: Helmut Straßburger/Ernstgeorg Hering (Volksbühne Berlin)
- 1979: Ferenc Molnár: Liliom – Regie: Brigitte Soubeyran/Irene Böhme (Volksbühne Berlin)
- 1980: Euripides: Die Frauen von Troja (Talthybios) – Regie: Berndt Renne (Volksbühne Berlin – Theater im 3. Stock)
- 1980: Georg Kaiser: Von morgens bis mitternachts – Regie: Uta Birnbaum (Volksbühne Berlin)
- 1980: Ivan Radoev: Die Menschenfresserin (Hausmeister) – Regie: Fritz Bornemann (Volksbühne Berlin)
- 1981: Carlo Gozzi: Der Rabe (Pantalone) – Regie: Berndt Renné (Volksbühne Berlin)
- 1981: Alfred Döblin: Berlin Alexanderplatz – Regie: Helmut Stra0burger/Ernstgeorg Hering (Volksbühne Berlin)
- 1982: Friedrich Wolf: Koritke (Schlosser Jolle) – Regie: Helmut Stra0burger/Ernstgeorg Hering (Volksbühne Berlin – Theater im 3. Stock)
- 1982: Konstantin Simonow: Das sogenannte Privatleben (Lopatin) – Regie: Werner Tietze (Volksbühne Berlin – Theater im 3. Stock)
- 1983: Carlo Goldoni: Der Klatsch (Diener) – Regie: Werner Tietze (Volksbühne Berlin)
- 1984: Gerhart Hauptmann: Schluck und Jau (Schluck) – Regie: Siegfried Höchst/Gert Hof (Volksbühne Berlin)
- 1984: Paul Gratzik: Die Axt im Haus (Uzkureit) – Regie: Harald Warmbrunn (Volksbühne Berlin – Theater im 3. Stock)
- 1985: Gerhart Hauptmann: Die Ratten (Bruno Mechelke) – Regie: Helmut Stra0burger/Ernstgeorg Hering (Volksbühne Berlin)
- 1985: Wsewolod Wischnewski: Optimistische Tragödie (Anführer der Anarchisten) – Regie: Siegfried Höchst/Gert Hof (Volksbühne Berlin)
- 1986: Franz Xaver Kroetz: Mensch Meier – Regie: Siegfried Höchst (Volksbühne Berlin)
- 1987: Heinz Czechowski nach Michail Bulgakow: Der Meister und Margarita – Regie: Siegfried Höchst (Volksbühne Berlin)
- 1988: Samuel Beckett: Warten auf Godot – Regie: Siegfried Höchst (Volksbühne Berlin)
- 1989: Michael Peschle: Die Straße aus Papier – Regie: Jürgen Verdofsky (Volksbühne Berlin)
- 1989: Ulrich Plenzdorf nach Tschingis Aitmatow: Zeit der Wölfe – Regie: Siegfried Höchst (Volksbühne Berlin)
- 1991: Botho Strauß nach Eugène Labiche: Das Sparschwein – Regie: Siegfried Höchst (Volksbühne Berlin)
- 1991: Anton Tschechow: Auf der großen Straße – Regie: Horst Hawemann (Volksbühne Berlin)
- 1991: Georg Büchner: Woyzeck (Jude) – Regie: Andreas Kriegenburg (Volksbühne Berlin)
- 1992: Bernard-Marie Koltès: Quai West – Regie: Gert Hof (Volksbühne Berlin)
- 1992: William Shakespeare: König Lear – Regie: Frank Castorf (Volksbühne Berlin)
- 1993: William Shakespeare: Othello – Regie: Andreas Kriegenburg (Volksbühne Berlin)
- 1993: Christoph Marthaler: Murx den Europäer! Murx ihn! Murx ihn! Murx ihn! Murx ihn ab! – Regie: Christoph Marthaler (Volksbühne Berlin)
- 1993: Daniil Charms: Die rausfallenden alten Weiber – Regie: Herbert Fritsch (Volksbühne Berlin)
- 1993: Einar Schleef: Die Bande – Regie: Robert Hunger-Bühler (Volksbühne Berlin – Theater im 3. Stock)
- 1994: William Shakespeare: Der Sturm – Regie: Christoph Marthaler (Volksbühne Berlin)
- 1994: Alexander Puschkin: Boris Godunow – Regie: Gero Troike (Volksbühne Berlin)
- 1995: Friedrich Hebbel: Die Nibelungen – Regie: Frank Castorf (Volksbühne Berlin)
- 1996: Christoph Marthaler: Straße der Besten – Regie: Christoph Marthaler (Volksbühne Berlin)
- 1996: Heiner Müller nach Fjodor Gladkow: Zement – Regie: Andreas Kriegenburg (Volksbühne Berlin)
- 1997: Gerhart Hauptmann: Die Weber – Regie: Frank Castorf (Volksbühne Berlin)
- 1998: Stefan Pucher: Flashback – Regie: Stefan Bucher (Volksbühne Berlin)
- 2000: Edward Thomas: Engel der Tankstelle – Regie: Lydia Bunk (Volksbühne Berlin – Theater im 3. Stock)
- 2000: Ulrich Plenzdorf: Paul + Paula. Die Legende vom Glück ohne Ende – Regie: Leander Haußmann (Volksbühne Berlin)
- 2001: Bertolt Brecht: Baal – Regie: Thomas Bischoff (Volksbühne Berlin)
- 2005: Botho Strauß: Groß und Klein (alter Vater) – Regie: Frank Castorf (Volksbühne Berlin)

## Hörspiele
- 1985: Seán O’Casey: Das Erntefest (Küster Simon Waugh) – Regie: Horst Liepach (Kurzhörspiel – Rundfunk der DDR)
- 1985: Volksbuch: Till Eulenspiegels mehrsteils wohlige Nacht in der Herberg zu Kneiteln (2. Dieb) – Regie: Andreas Scheinert, Jürgen Schmidt (Hörspiel – Litera)
- 1986: Märchen aus 1001 Nacht: Sindbad der Seefahrer (Sindbad der Lastenträger) – Regie: Dieter Wardetzky (Kinderhörspiel – Litera)
- 1986: Brüder Grimm: Der Frieder und das Katherlieschen (Erster Dieb) – Regie: Karin Lorenz (Kinderhörspiel – Litera)
- 1987: Andreas Scheinert: Des Teufels Triller (Kasperl) – Regie: Andreas Scheinert (Hörspiel – Litera)
- 1988: Karl May: Hadschi Halef Omar (Hadschi Halef Omar) – Regie: Jürgen Schmidt (Hörspiel – Litera)
- 1989: Alexei Tolstoi: Gevatter Naúm (Gast in der Spelunke) – Regie: Rainer Schwarz (Hörspiel – Litera)
- 1990: Gerhard Pötzsch: Nie und nicht kann ich das vergessen (Gustav) – Regie: Matthias Thalheim (Hörspiel – Rundfunk der DDR)
- 1993: Günter Eich: Die andere und ich (Giovanni) – Regie: Peter Groeger (Hörspiel – MDR)
- 1993: Ricarda Bethge/Peter Bethge: Wie Gott Odin der Riesin Gundula den Geistsaft raubt (Munin) – Regie: Karlheinz Liefers (Kinderhörspiel – DS Kultur)
- 1994: Alexander Götz: Der Spitzer – Regie: Peter Groeger (Hörspiel – ORB)
- 1994: Michail Ugarow: Der Penner (Koljetschka) – Regie: Peter Groeger (Hörspiel – DLR)
- 2005: Matthias Körner: Abschied – Regie: Peter Groeger (Hörspiel – RBB)

## Synchronisation
- 1977: Jan Kraus als Milizionär in Wie wäre es mit Spinat?
- 1984: Milan Lasika als Zöllner in Verschenktes Glück